# Modulatrix
Genre
Modulatrix est un genre monotypique de passereaux de la famille des Modulatricidae. Il se trouve à l'état naturel en Tanzanie et au Malawi.

## Liste des espèces
Selon la classification de référence du Congrès ornithologique international (version 8.1, 2018) :
- Modulatrix stictigula (Reichenow, 1906) — Modulatrice à lunettes, Grive à gorge tachetée, Grive-akalat à gorge tachetée, Timalie à gorge tachetée
  - Modulatrix stictigula pressa (Bangs & Loveridge, 1931)
  - Modulatrix stictigula stictigula (Reichenow, 1906)